# 加德納鎮區 (內布拉斯加州水牛縣)
加德納鎮區（英語：Gardner Township）是位於美國內布拉斯加州水牛縣的一個行政鎮區。

## 地方資料
加德納鎮區的面積為92.83平方千米，皆為陸地。根據2020年美國人口普查的數據，當地共有人口104人，而人口密度為每平方千米1.12人。